# コボラ
コボラ（小鯔、Planiliza macrolepis）は、ボラ科に属す魚。黒潮の影響を受ける河川河口や沿岸域に生息し、高知県では情報不足種としてレッドデータブックに記載されている。

## 分布
日本国内では、本州の千葉県・東京都・神奈川県・静岡県・愛知県・三重県・和歌山県、四国の徳島県・愛媛県・高知県、九州の大分県・宮崎県・鹿児島県、南西諸島。稀に石川県、宮城県、五島列島からもみられる。国外では、インド太平洋の熱帯域に広く知られる。

## 形態
成魚の全長は25-30センチメートルで、ボラの仲間の中では比較的小型。臀鰭条数は8-10で、縦列鱗数は他種より少なめの30-34。脂瞼は発達しない。胸鰭は上方にあり、基部に黄金色の斑紋がある。尾鰭は湾入する。上唇はなめらか。

## 生態
河川汽水域から沿岸域の浅い水域に広く生息する。成魚は潮の干満に合わせて河川と海とを行き来する。泥底上の藻類やデトリタスを食う。